# Albert Sorel
Albert Sorel (ur. 13 sierpnia 1842 w Honfleur, zm. 29 czerwca 1906 w Paryżu) – francuski historyk, członek honorowy Towarzystwa Muzeum Narodowego Polskiego w Rapperswilu od 1898 roku.
Zajmował się dziejami rewolucji francuskiej (L’Europe et la Révolution française) i Napoleonem I.

## Wybrane publikacje
- 1872 : La Grande Falaise, 1785-1793, roman
- 1872 : Le Traité de Paris du 20 novembre 1815
- 1873 : Le Docteur Egra, roman
- 1873 : Une soirée à Sèvres pendant la Commune
- 1875 : Histoire diplomatique de la guerre franco-allemande. 2 volumes, tirés de son cours à l’École libre des sciences politiques.
- 1876 : Précis du droit des gens, avec Théophile Funck-Brentano. Texte en ligne sur Gallica.
- 1877 : La Question d’Orient au XVIIIe: le partage de la Pologne, le traité de Kaïnardji
- 1881 : Sur l’enseignement de l’histoire diplomatique
- 1882 : De l’origine des traditions nationales dans la politique extérieure de la France
- 1883 : Essais d’histoire et de critique: Metternich, Talleyrand, Mirabeau, Elisabeth et Catherine II, l’Angleterre et l’émigration française, la diplomatie de Louis XV, les colonies prussiennes, l’alliance russe et la restauration, la politique française en 1866 et 1867, la diplomatie et le progrès. Texte en ligne sur Gallica.
- 1884 : Recueil des instructions données aux ambassadeurs et ministres de France depuis la paix de Westphalie jusqu'à la Révolution française: Autriche. Texte en ligne sur Gallica
- 1885-1904 : L’Europe et la Révolution française, 8 volumes
- 1887 : Montesquieu. Texte en ligne sur Gallica.
- 1890 : Madame de Staël
- 1894 : Lectures historiques: mémoires de soldats, le drame de Vincennes, Talleyrand et ses mémoires. Texte en ligne sur Gallica.
- 1896 : Bonaparte et Hoche en 1797
- 1898 : Nouveaux Essais d’histoire et de critique
- 1901 : Études de littérature et d’histoire
- 1904 : Introduction au livre du centenaire du Code civil (1904)
- 1907, posthume: Pages normandes
- 1921, posthume: Vieux Habits, vieux galons

## Przekłady na język polski
- Kwestya wschodnia w w. XVIII: rozbiór Polski i traktat w Kajnardżi, t. 1-2, z 2 wyd. fr. przejrz. przez aut. przetł. Marya Gomólińska, Warszawa: Gebethner i Wolff – Kraków: G. Gebethner i Sp. 1905.
- Sprawa wschodnia w XVIII wieku: pierwszy podział Polski i traktat kainardżyjski, przeł. z upoważnienia aut. słuchacze Uniwersytetu Lwowskiego z przedmową Szymona Askenazego, wydanie nowe, Lwów: H. Altenberg 1903.
- Obyczaje polityczne: z dzieła Europa a rewolucya francuska, tł. Justyna Jastrzębska, Warszawa: M. Arct 1918.
- Kwestia wschodnia w XVIII wieku: pierwszy podział Polski i traktat kainardżyński, oprac. i wstępem poprzedził Janusz Pajewski, przekładu z fr. dokonali słuchacze Uniwersytetu Lwowskiego pod kier. Szymona Askenazego, Warszawa: Państwowy Instytut Wydawniczy 1981.